# Liste der türkischen Botschafter in Lettland
Der Botschafter leitet die Botschaft in Riga.
| Ernennung Akkreditierung | Botschafter           | Bemerkung | Ministerpräsident der Türkei | Präsident Lettlands  | Posten verlassen |
| ------------------------ | --------------------- | --- | ---------------------------- | -------------------- | ---------------- |
| 1. Nov. 2005             | Duray Polat           | 1. Juli 1996 – 18. Aug. 2000: Generalkonsul in Stuttgart, 2001: Botschafter in Khartum | Recep Tayyip Erdoğan         | Vaira Vīķe-Freiberga | 10. Jan. 2010    |
| 15. Jan. 2010            | Ayşe Ayhan Asya       | (* 1956 in Ankara) 1978: Abitur: TED Ankara College Foundation Schools, Studium der Politikwissenschaft an der Universität Ankara, 2006–2008: Stellvertreter des Missionsleiters beim Vienna International Centre, 1. April 2008 – 31. Dezember 2009: Botschafter in Luxemburg, 15. Januar 2010 – 1. Juni 2011: Botschafter in Riga (Lettland), 2011–2013: Leiter der Abteilung Kultur. | Recep Tayyip Erdoğan         | Valdis Zatlers       | 1. Juni 2011     |
| 1. Juni 2011             | Şerife Serap Özcoşkun | (* 2. Januar 1962 in Ankara) | Recep Tayyip Erdoğan         | Valdis Zatlers       | 24. Sep. 2014    |
| 7. Nov. 2014             | Hayri Hayret Yalav    | (* 2. Juni 1953 in Ankara) Magister, 1977: Bachelor der Betriebswirtschaft der Boğaziçi-Universität, Graduierter des Royal College of Defence Studies, London, 31. März 1978 – 1. April 1979: Gesandtschaftssekretär zweiter Klasse in Ankara, 1. April 1979 – 1. August 1980: Türkische Streitkräfte, 1. August 1980 – 29. Juli 1983: Gesandtschaftssekretär zweiter Klasse am Institut Européen de l’Intelligence Digitale in Sophia Antipolis, 29. Juli 1983 – 24. September 1983: Gesandtschaftssekretär zweiter Klasse in Bagdad, 24. September 1983 – 1. Dezember 1986: Vizekonsul am Generalkonsulat in Salzburg, 1. Dezember 1986 – 30. April 1987: Haushaltsverantwortlicher in Ankara, 30. April 1987 – 25. August 1988: Haushaltsverantwortlicher in der Abteilung Sichtvermerke, 25. August 1988 – 28. Oktober 1991: stellvertretender Generalkonsul in Hamburg, 28. Oktober 1991 – 2. August 1993: Gesandtschaftssekretär in Bonn, 2. August 1993 – 1. Dezember 1993: Leiter der Abteilung EİEY-I, 1. Dezember 1993 – 6. Januar 1995: im türkischen Sicherheitsrat beschäftigt, 6. Januar 1995 – 31. Dezember 1995: Leiter der Abteilung ABGY-II, 31. Dezember 1995 – 20. Dezember 1996: Gesandtschaftssekretär in London, 1. Juli 1996 – 18. August 2000: Generalkonsul in Stuttgart, 20. Dezember 1996-31-Dezember 1999: Konsul am Generalkonsulat in Los Angeles, 31. Dezember 1999 – 9. Januar 2001: Leiter der Abteilung İEGY-I, 9. Januar 2001 – 20. Februar 2004: stellvertretender Gesandtschaftssekretär in Berlin, 20. Februar 2004 – 23. November 2004: Leiter der Abteilung İEGY-IV, 23. November 2004 – 23. Dezember 2006: Stellvertreter in der Protokollabteilung, 23. Dezember 2006 – 1. März 2011: Botschafter in Buenos Aires, 1. März 2011 – 25. Januar 2014:MİDY nezdinde 25. Januar 2014 – 29. September 2014: Leiter der Abteilung Politik, 9. September 2014: Botschafter in Riga. | Ahmet Davutoğlu              | Andris Bērziņš       |                  |